# Philipp Adolph von Schwerin
Philipp Adolph von Schwerin (* 20. August 1738 in Fürstenwalde/Spree; † 14. Juni 1815 in Berlin) war ein preußischer Generalmajor, Chef des Infanterieregiments Nr. 26 sowie ein persönlicher Freund des Prinzen Heinrich.

## Leben

### Herkunft
Philipp Adolph war der Sohn des Generals Friedrich Julius von Schwerin und dessen Ehefrau Elisabeth Wilhelmine von Wulfen.

### Militärkarriere
Schwerin kam 1752 als Page zum General Heinrich von Preußen und wurde am 15. Mai 1757 in dessen Infanterieregiment Nr. 35 Fähnrich. Während des Siebenjährigen Krieges kämpfte er in den Schlachten von Prag, Roßbach, Zorndorf, Torgau und Freiberg. In der Zeit wurde er am 7. Februar 1758 Sekondeleutnant und am 3. November 1762 Kapitän und Generaladjutant des Prinzen. Am 24. Mai 1765 wurde er auch noch als Kandidat in den Johanniterorden aufgenommen und am 1. September 1772 Ritter. Am 20. September 1770 wurde er Major und nahm als solcher im Gefolge am Bayrischen Erbfolgekrieg teil. Am 20. Mai 1781 wurde er zum Oberstleutnant befördert und am 24. Mai 1783 Oberst. Am 19. Mai 1789 wurde Schwerin mit Patent vom 29. Mai 1789 zum Generalmajor befördert und kurz danach zum Chef des Infanterieregiments Nr. 26 ernannt.
Schwerin wurde danach diplomatisch eingesetzt. Am 19. September 1791 war er für den Besuch des Prinzen von Oranien während des anstehenden Hochzeitsfeierlichkeiten mit Friederike Luise Wilhelmine von Preußen zuständig. Am 26. Dezember 1793 wurde er nach St. Petersburg geschickt, wofür er 3000 Taler Spesen erhielt. Er war danach in den Kämpfen in Polen beteiligt. Am 17. Mai 1794 hatte er in Łowicz das Kommando über die dortigen Truppen. Er agierte dort so schlecht, dass er am 2. November 1794 verhaftet und in Glogau festgesetzt. Am 9. Januar 1795 verurteilte ihn das Kriegsgericht zu zwei Jahren Festungshaft in Küstrin. Am 4. Juni 1795 erhielt er seine Demission mit 1000 Talern Pension. Er blieb zum Tod den Prinzen ein häufiger auf Schloss Rheinsberg. Er selbst starb am 14. Juni 1815 in Berlin.
Während des Feldzugs in Polen konnte er sich bei Kolo und Konin zunächst auszeichnen. Am 8. Oktober sollte Schwerin den Feind bei Bromberg stellen. Am 12. Oktober 1794 erhielt er den Befehl offensiv zu werden, und so Thorn zu schützen. Die gleiche Anweisung erhielt er nochmals am 18. Oktober. Schwerin fühlte sich aber nicht stark genug den Feind anzugreifen und so konnte die Polen durchbrechen. Daraufhin erhielt am 2. November 1794 der Generalmajor von Elsner den Befehl Schwerin zu verhaften und nach Glogau zu bringen. Dort untersuchte der General der Infanterie von Anhalt sein Verhalten. Am 4. Dezember 1794 kam er dann zu einem Kriegsgerichtsverfahren unter General von Kannewurff. Am 7. Dezember 1794 wurde er zur Verhandlung nach Küstrin gebracht und zu zwei Jahren Festungshaft verurteilt. Das Urteil wurde am 9. Januar 1795 durch König Friedrich Wilhelm II. bestätigt. Der Kommandant von Küstrin Generalmajor Carl Siegesmund von Kamecke erhielt den Befehl den Gefangenen dort zu halten. Am 4. Juni 1795 wurde Schwerin aber begnadigt und erhielt seinen Abschied mit Pension, durfte aber Brandenburg nicht verlassen.